# 汐風享子
汐風 享子（しおかぜ りよこ）は、元宝塚歌劇団星組副組長。東京都出身。宝塚時代の愛称はヒロコさん。改名前の芸名は汐風 みちみ（しおかぜ みちみ)。

## 来歴
1935年に宝塚音楽歌劇学校（現在の宝塚音楽学校）に入学し、宝塚少女歌劇団（現在の宝塚歌劇団）に25期生として入団。
初舞台公演演目は『ラ・ロマンス』であった。
1950年?から1951年?までと1953年?から1958年?までには星組副組長を務める。
1962年に宝塚歌劇団を退団。

## 出演

### 映画
- アチャコ行状記（1956年、東宝）
  - 親馬鹿天国 - おすぎ 役
  - 嫁取り試験 - 仲居てる 役
- 遠山金さん捕物控　影に居た男（1956年、東宝）- 妻お兼 役
- 箱入娘と番頭（1956年、東宝）- 庄一郎の妻よね子 役
- 世にも面白い男の一生 桂春団治（1956年、東宝）- 二鶴のおかみ 役
- 美貌の都（1957年、東宝）- 田村美枝（バーのマダム） 役
- へそくり親爺（1957年、東宝）- 滝山青子 役
- 太夫さんより　女体は哀しく（1957年） - 喜美子の子の里親 役
- 金語楼純情日記（1957年、東宝）　
  - 初恋社長 - つね（長屋の女房） 役
  - 珍遊侠伝 - 女中お清 役
- 暖簾（1958年、東宝） - 浪花屋ゆき 役
- 底抜け忍術合戦（1958年、東宝） - 淀君 役
- 底抜け忍術合戦　俺は消えるぜ（1958年、東宝）- 淀君 役
- お笑い夫婦読本（1958年、東宝）- 中原夫人なおみ 役
- ロマンス祭（1958年、東宝）- 花村千代子 役
- びっくり大放送（1959年、東宝）- 三好静子 役
- サザエさんの脱線奥様（1959年、東宝） - 良太母 役
- 愛情不動（1959年、東宝） - 待合女将おもと 役
- 青春の丘の上（1959年、東宝）- 村上静代 役
- 海から来た男（1959年、東宝）- 田島貞子 役
- サザエさんの赤ちゃん誕生（1960年、東宝）- 菓子屋のかみさん 役
- 若旦那奮戦す（1960年、東宝）- お芳 役
- 第六の容疑者（1960年、東宝）- 白鶴荘の女将 役

### テレビドラマ
- 人間万才（1959年10月23日、関西テレビ）